# هاوستوك
هاوستوك (بالإنجليزية: Hausstock)‏ هو أحد جبال سلسلة جبال الألب غلاروس ويقع في كانتون غلاروس/كانتون غراوبوندن في سويسرا. يحتل المرتبة رقم 157 في قائمة جبال سويسرا من حيث الارتفاع، إذ يبلغ ارتفاعه حوالي 3158 متر، بينما يبلغ ارتفاع نتوء الجبل 655 متر، هذا وقد سجل أول وصول لقمة الجبل عام 1832.